# Frose
Frose ist ein Ortsteil der Stadt Seeland in Sachsen-Anhalt.

## Geografie

Lage von Frose in Seeland

Frose liegt im nordöstlichen Harzvorland, östlich der unteren Selke. Das ausgeglichene Klima im Regenschatten des Harzes und die fruchtbaren Böden um Frose sorgen für hohe Erträge der intensiv betriebenen Landwirtschaft.

## Geschichte
Bereits im 9. Jahrhundert wurde in Frose möglicherweise ein Reichsstift unter König Ludwig dem Deutschen gegründet. Am 13. September 936 wurde der Ort Vrosa in der Gründungsurkunde des Servatiusklosters in Quedlinburg durch Otto I. erwähnt, aus dem Hörige Slawen übergeben wurden.
Um 959/61 wurde das Stift St. Cyriacus an Markgraf Gero übergeben, der es in ein Kanonissenstift umwandelte und dem von ihm in diesem Jahr errichteten Stift Gernrode als Propstei unterstellte.
1511 verließen die beiden letzten Stiftsdamen die Propstei. 1515 und 1516 war Thomas Müntzer Propst im verlassenen Stift und arbeitete auch als Privatlehrer. 1544 wurde die Reformation eingeführt.
In Frose, Nachterstedt und Umgebung wurde bis 1990 Braunkohle im Tagebau gefördert. Zu Anfang des 20. Jahrhunderts arbeiteten in der Grube der Anhaltischen Kohlenwerke noch fast 200 Bergleute. Im „Nachterstedter Revier“ wurde die Kohle einerseits zur Brennstoffversorgung der Region eingesetzt, zum anderen wurden im bis 40 m mächtigen Nachterstedter Oberflöz Braunkohlen mit besonders hohem Bitumengehalt gewonnen und in Amsdorf bei Eisleben zu Montanwachs verarbeitet.
In den letzten Jahren wurden die Böschungen saniert und aus den Tagebaurestlöchern entstand das Naherholungsgebiet „Seeland“, das der Verwaltungsgemeinschaft den Namen gab, zu der Frose bis zu seiner Eingemeindung gehörte. Der große Concordiasee war seit 2002 zum Baden freigegeben und wurde 2009 gesperrt, der etwas kleinere Königsauer See ist zu einem Biotop für seltene Vogelarten geworden. Beide Seen gehören zum Harzer Seeland.
Am 15. Juli 2009 bildete Frose zusammen mit vier weiteren Orten die neue Gemeinde Seeland. Die letzte Bürgermeisterin war Christiane Kleist. Im August 2011 wurde das 1075-jährige Stadtjubiläum begangen.

## Religion

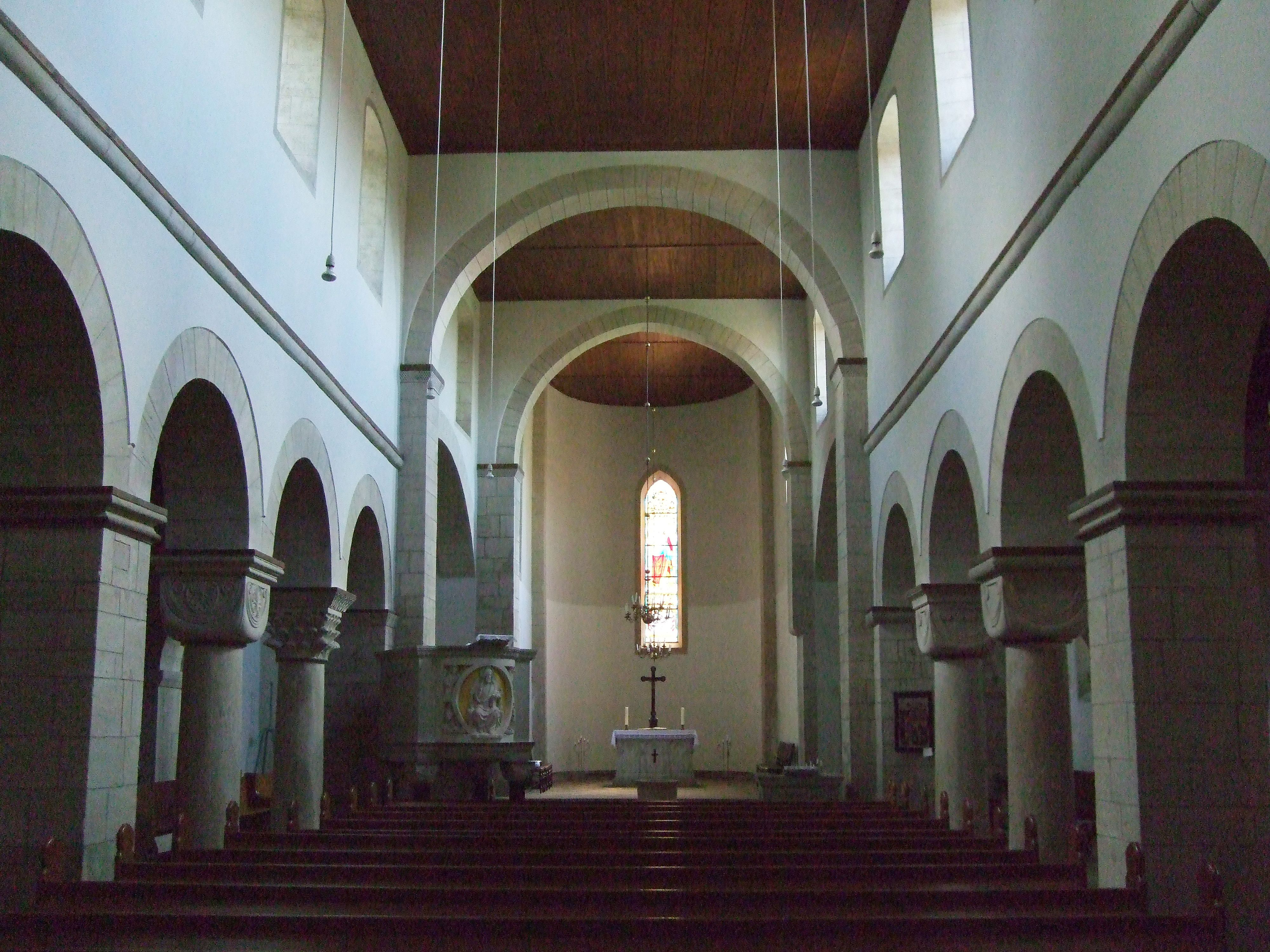
Mittelschiff der romanischen Stiftskirche St. Cyriakus

Mit der Einführung der Reformation im Jahre 1544 wurde Frose und seine Stiftskirche St. Cyriakus protestantisch. Die Kirche besitzt das Patrozinium St. Cyriakus und gehört heute zur Evangelischen Kirchengemeinde Frose im Kirchenkreis Ballenstedt der Evangelischen Landeskirche Anhalts.
Da das Dorf Königsaue samt seiner katholischen St.-Josefs-Kirche ab 1964 dem Braunkohletagebau weichen musste, erwarb man 1965 im nahegelegenen Frose das Grundstück Königsauer Straße 57, auf dem 1967/68 der Bau eines neuen Pfarrhauses erfolgte. Am 1. Oktober 1968 wurde der Sitz der Kirchengemeinde Königsaue nach Frose verlegt, und der zunächst in Aschersleben untergekommene Pfarrvikar von Königsaue bezog das neue Pfarrhaus. Am 28. Oktober 1968 erfolgte in Frose durch Weihbischof Friedrich Maria Rintelen die Benediktion einer neuen Kapelle, die neben dem Pfarrhaus erbaut worden war und ebenso wie die Kirche in Königsaue nach dem heiligen Josef von Nazaret benannt wurde. Um 2012 erfolgte die Profanierung der Kapelle, die inzwischen zu einem Wohnhaus umgebaut ist. Katholiken in Frose gehören heute zur Pfarrei Aschersleben.

## Politik

### Bürgermeister
Die letzte Bürgermeisterin der Gemeinde Frose vor der Eingemeindung war Christiane Kleist. Ortsbürgermeister des Ortsteils ist seit 2019 Dieter Gleichner.

### Wappen
Das Wappen wurde am 2. Juli 2009 durch den Landkreis genehmigt.
Blasonierung: „Von Silber und Grün im Sturzwogenschnitt gespalten, vorn ein grüner Wasserturm mit schwarzer Türöffnung, zwei Fensteröffnungen in der Turmbasis, drei (1:2) weiteren im Turmschaft und schwarzer Dachhaube auf dem durch Vertikalstreben miteinander verbundene Ringanker fachwerkartig gegliederten Wasserbehälter, hinten ein steigender silberner Fisch.“
Das Wappen wurde 2009 vom Kommunalheraldiker Jörg Mantzsch gestaltet und ins Genehmigungsverfahren geführt. Es beinhaltet in den traditionellen Farben Grün-Weiß durch Wellenschnitt gespalten die Symbole des örtlichen Wasserturms als weithin sichtbares architektonisches Denkmal sowie in Bezug zum Servatiuskloster und zur romanischen Stiftskirche St. Cyriakus den Fisch. Die Darstellung des Fisches als frühchristliches Symbol geht auf Petrus zurück. Petrus war Fischer; Jesus gebot ihm, ein „Menschenfischer“ (d. h. Missionar) zu sein. Der Wellenschnitt des Wappens bezieht sich auf die um den Ort liegenden Seen bzw. Teiche.

### Flagge
Die Flagge ist Grün-Weiß (1:1) gestreift (Querform: Streifen waagerecht verlaufend, Längsform: Streifen senkrecht verlaufend) und mittig mit dem Gemeindewappen belegt.

### Partnerschaften
Die ehemalige Gemeinde Frose unterhielt Partnerschaftsbeziehungen zur Ortsgemeinde Holzappel in Rheinland-Pfalz.

## Kultur und Sehenswürdigkeiten

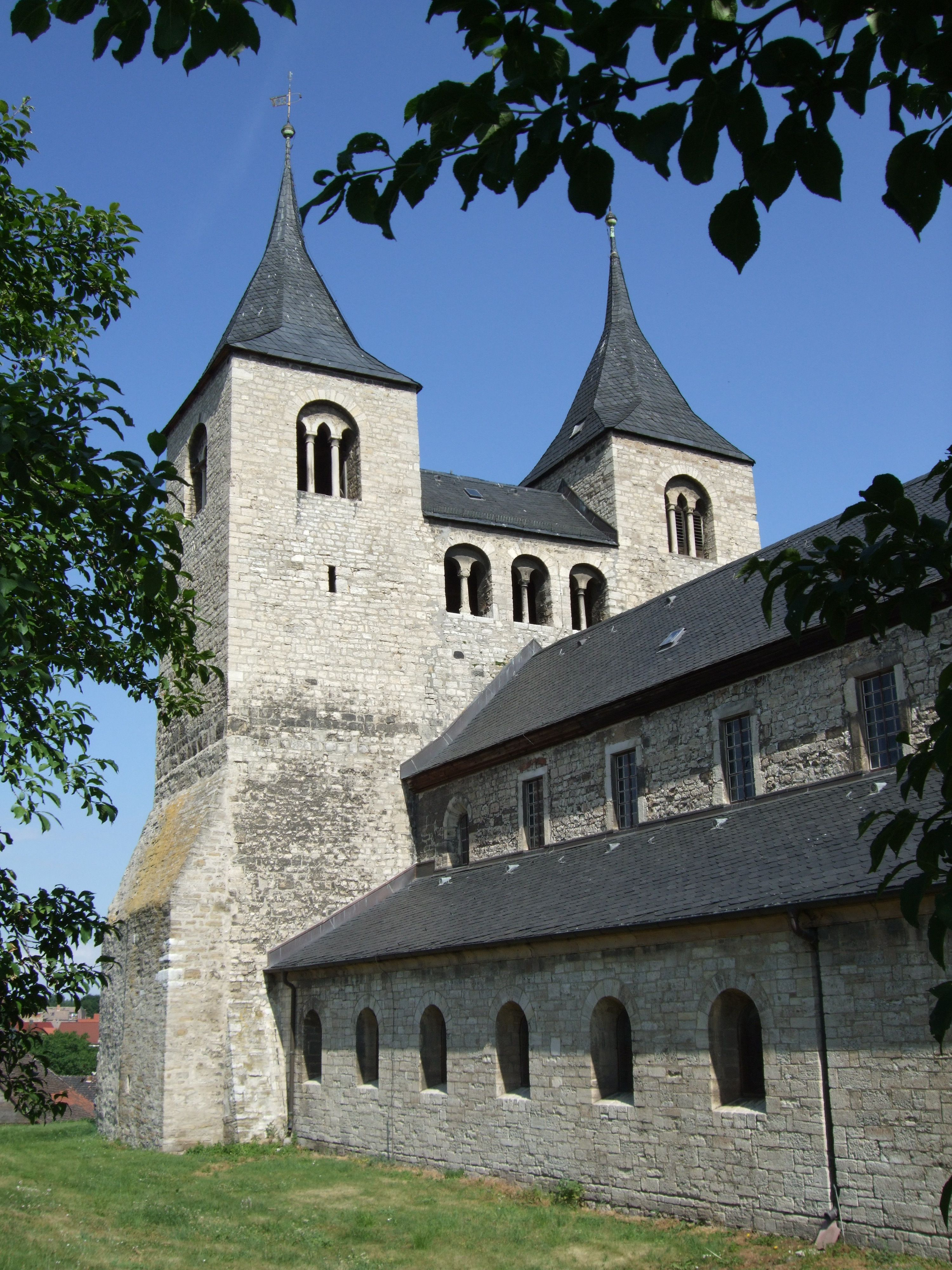
Romanische Stiftskirche St. Cyriakus

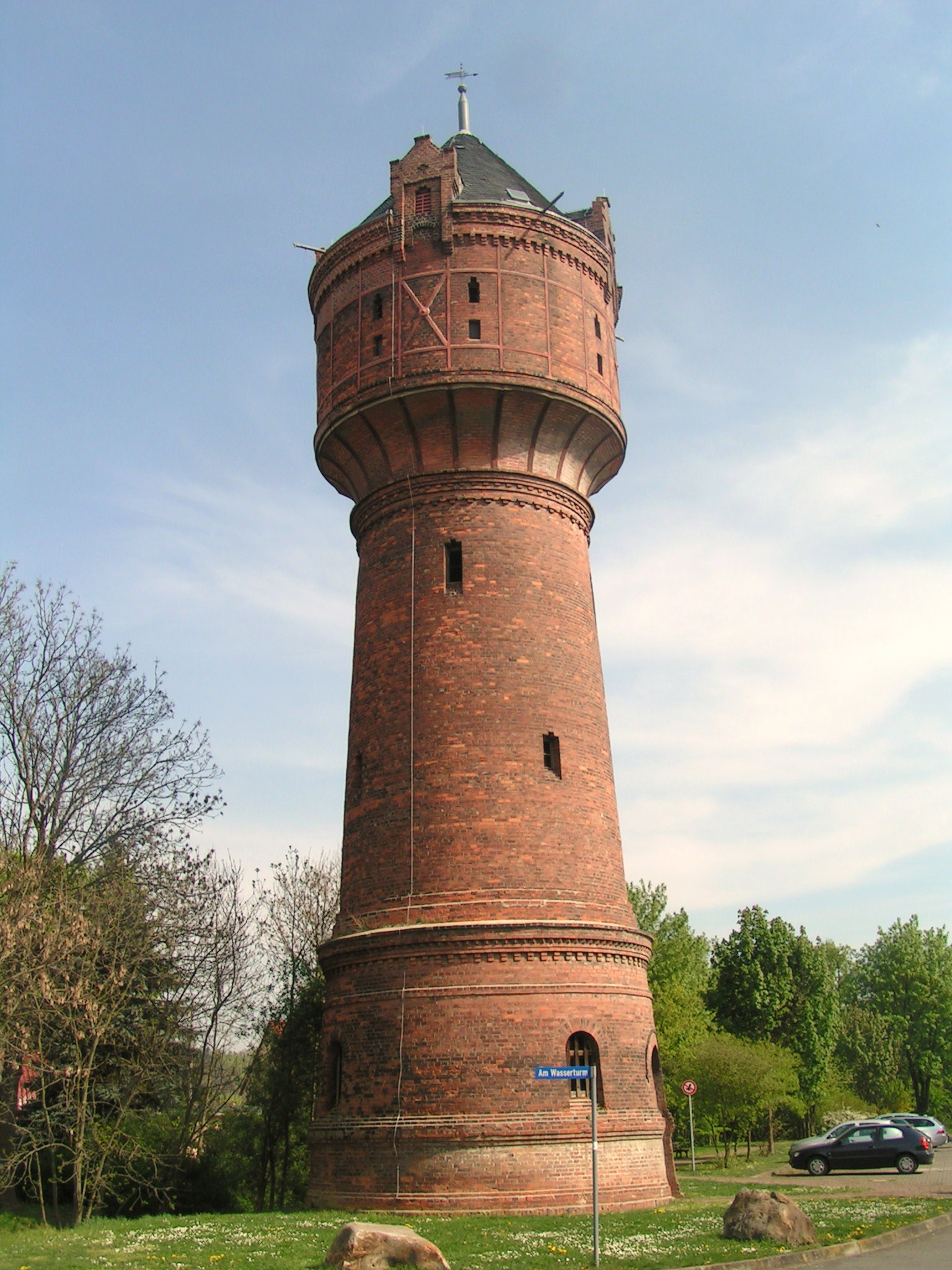
Historischer Wasserturm

- Romanische Stiftskirche mit sächsischem Stützenwechsel, die Teil der Straße der Romanik ist
- Gedenkstein von 1946/47 auf dem Platz unter der Linde (zur DDR-Zeit Louis-Riekehr-Platz) zur Erinnerung an den kommunistischen Nazigegner Louis Riekehr, der im Oktober 1933 in der Polizeistation Ballenstedt ermordet wurde

## Verkehr
Die ehemalige B 6 (Bernburg–Aschersleben) führt südlich am Ort vorbei und wurde durch die vierspurige „Gelbe Autobahn“ (B 6n) in unmittelbarer Nähe ersetzt, welche wiederum zur A 36 heraufgestuft wurde. Der Bahnhof von Frose liegt an der Bahnstrecke Halle–Halberstadt. Von dieser zweigte bei Frose bis 2003 die Bahnstrecke über Ballenstedt nach Quedlinburg (Bahnstrecke Frose–Quedlinburg) ab.
Ein Stich der Straße der Romanik führt von Falkenstein/Harz nach Frose.

## Söhne und Töchter der Stadt
- Axel Schulze (1943–1994), Lyriker und Schriftsteller

## Belege
1. ↑  Theodor Sickel (Hrsg.): Diplomata 12: Die Urkunden Konrad I., Heinrich I. und Otto I. (Conradi I., Heinrici I. et Ottonis I. Diplomata). Hannover 1879, S. 89–90 (Monumenta Germaniae Historica, Digitalisat) Nr. 1.
2. ↑  Die Stiftskirche St. Cyriakus & ihre Geschichte, ausführliche Darstellung. Evangelische Kirchengemeinde (Memento vom 7. Juli 2018 im Internet Archive)
3. ↑  StBA: Gebietsänderungen vom 02. Januar bis 31. Dezember 2009
4. ↑  Rudolf Joppen: Das Erzbischöfliche Kommissariat Magdeburg. Band 19, Teil 8, St. Benno Verlag, Leipzig 1978, S. 158–162.
5. ↑  Regine Lotzmann: Amtswechsel in Frose: Zeit für die Enkel. In: mz.de. 14. Juli 2015, abgerufen am 22. November 2021.
6. ↑  Regine Lotzmann: Dieter Gleichner neuer Ortsbürgermeister Frose: „Ich will aufarbeiten, was liegengeblieben ist“. In: mz.de. 26. Juli 2019, abgerufen am 22. November 2021.
7. ↑  Genehmigung des Wappens und der Flagge für die Gemeinde Frose In: Amtsblatt für den Salzlandkreis Nr. 29/2009, Seite 419 (PDF; 88 kB)
8. ↑  Jörg Mantzsch: Das Wappen der Gemeinde Frose, Dokumentation zum Genehmigungsverfahren, Hinterlegt beim Salzlandkreis 2009 (Gutachten: Landeshauptarchiv Magdeburg)